# Duke Kahanamoku
Duke Kahanamoku (n. 24 august 1890, Honolulu, Regatul Hawaii – d. 22 ianuarie 1968, Hawaii, SUA) a fost un înotător american, medaliat olimpic. A participat la 4 ediții ale Jocurilor Olimpice (1912, 1920, 1924, 1932) în care a câștigat 5 medalii de aur și 3 medalii de argint.